# Origny-le-Butin
Origny-le-Butin ist eine Ortschaft und eine Commune déléguée in der französischen Gemeinde Belforêt-en-Perche mit 88 Einwohnern (Stand: 1. Januar 2022) im Département Orne in der Region Normandie.
Mit Wirkung vom 1. Januar 2017 wurden die bisherigen Gemeinden Le Gué-de-la-Chaîne, Eperrais, Origny-le-Butin, La Perrière, Saint-Ouen-de-la-Cour und Sérigny zu einer Commune nouvelle mit dem Namen Belforêt-en-Perche zusammengeschlossen und haben in der neuen Gemeinde den Status einer Commune déléguée. Der Verwaltungssitz befindet sich im Ort Le Gué-de-la-Chaîne. Die Gemeinde Origny-le-Butin gehörte zum Arrondissement Mortagne-au-Perche und zum Kanton Ceton.

## Lage
Nachbarorte sind La Perrière im Norden, Le Gué-de-la-Chaîne im Osten und Chemilli im Süden und im Westen.

## Bevölkerungsentwicklung
| Jahr      | 1962 | 1968 | 1975 | 1982 | 1990 | 1999 | 2008 | 2015 |
| --------- | ---- | ---- | ---- | ---- | ---- | ---- | ---- | ---- |
| Einwohner | 136  | 131  | 113  | 110  | 96   | 100  | 116  | 100  |